# Arroyo Itaembé
Arroyo Itaembé är ett periodiskt  vattendrag   i Argentina. Det ligger i den nordöstra delen av landet, 800 kilometer norr om huvudstaden Buenos Aires.
Området kring Arroyo Itaembé är det ganska tätbefolkat, med 185 invånare per kvadratkilometer.